# Nagy szarvasbéka
A nagy szarvasbéka (Ceratophrys cornuta)   a kétéltűek (Amphibia) osztályába és  a békák (Anura) rendjébe és a Ceratobatrachidae családjába tartozó faj.

## Rendszerezése
A fajt Carl von Linné svéd természettudós írta le 1758-ban, a Rana nembe Rana cornuta néven.

## Elterjedése
Bolívia, Brazília, Kolumbia, Ecuador, Francia Guyana, Guyana, Peru  és Suriname területén honos.

## Megjelenése
Testhossza a 7-15 centimétert.
|  |